# Benno Landsberger
Benno Landsberger (21. dubna 1890 Frýdek – 26. dubna 1968 Chicago) byl jedním z nejvýznamnějších asyrologů německé řeči.

## Život
Landsberger se narodil ve významné frýdecké židovské rodině a od roku 1908 studoval na Lipské univerzitě orientalistiku. Roku 1914 vstoupil do rakouské armády a byl nasazen na východní frontě. Po válce byl habilitován a roku 1926 byl jmenován mimořádným profesorem. Dva roky poté byl dostal místo na univerzitě v Marburgu, avšak již roku 1929 se vrátil do Lipska.
V důsledku zákonů vydaných roku 1933 nacisty již nemohl Landsberger jakožto Žid na německých univerzitách působit, a tak přijal nabídku ankarské univerzity. Po válce mu bylo nabídnuto místo v Oriental Institute na univerzitě v Chicagu, kde působil až do roku 1955. Mezitím také získal americké občanství.

## Dílo
- Der kultische Kalender der Babylonier und Assyrer : I. Die altbabylonischen Lokalkalender, Leipzig 1914
- Assyrische Handelskolonien in Kleinasien aus dem dritten Jahrtausend, Leipzig 1925
- Die Fauna des alten Mesopotamien nach der 14. Tafel der Serie Har-ra=Hubullu, Hirzel, Leipzig 1934
- Die Serie ana ittisu, Pontificum Institutum Biblicum, Řím 1937
- Sam'al. Karatepe herabelerinin ke¸sfi ile ilgili ara¸stirmalar; Birinci kisim, Ankara 1948